# 圣豪尔赫德斯瓦利斯
桑特霍尔迪德斯瓦利斯，是西班牙加泰罗尼亚赫罗纳省的一个市镇。总面积12平方公里，总人口634人（2001年），人口密度53人/平方公里。